# Сеутова, Сабрие
Сабрие́ Сеу́това (крымскотат. Sabriye Seutova, Сабрие Сеутова; 20 октября 1953 — 8 февраля 1998) — крымскотатарская писательница, журналистка и общественная активистка. Член Союза журналистов СССР (1983) и Союза писателей УССР (1985).

## Биография
Родилась 20 октября 1953 года в местах высылки — в ауле Амангельды (Жамбылская область) — её родителей депортировали из Маяк-Салынского района Крыма. Отец Сервер-ага преподавал математику, мама Юлдуз-апте воспитывала детей. С 12 лет Сабрие начала публиковаться — в крымскотатарской газете «Ленин байрагъы». Впоследствии семья переехала в узбекский город Янгиюль.
Окончила среднюю школу, в 1977 году окончила факультет крымскотатарского языка и литературы Ташкентского педагогического института. Устроилась на работу в газету «Ленин байрагъы», после этого работала в редакции крымскотатарского журнала «Йылдыз» (1980). В 1983 году стала членом Союза журналистов СССР.
Летом 1987 года участвовала в акциях протестов крымских татар в Москве. 30 июля около 200 крымских татар провели демонстрацию на Пушкинской площади в Москве, несколько позже они собрались на очередную встречу в Измайловском парке. В тот же день советская власть предоставила московской милиции «чрезвычайные полномочия» для наведения порядка. Утром следующего дня на квартиру, где находилось большинство инициативной группы, пришли милиционеры и прокурор. Активистов выводили по одному, в лифте били и сажали в милицейские машины, вывозили в аэропорт и под конвоем отправляли в Ташкент. 2 августа 1987 года в местах проживания крымских татар прошли митинги, на которых высланные члены инициативной группы рассказали о событиях в Москве.
В городах и районах компактного проживания крымских татар милиции предоставились «дополнительные полномочия для наведения порядка». В узбекских городах Ташкенте, Бекабаде, Сырдарье и Янгиюле в райкомы вызываются крымские татары — члены КПСС, от которых требовали подписания заявлений об осуждении действий «экстремистов» — среди них Сабрие Сеутова, Решат Джемилев, Фуат Аблямитов, Эскендер Фазылов и другие. 3 октября Сабрие задержали в Самарканде — якобы автомобиль, в котором она ехала, сбил пешехода. В скором времени выяснилось, что никакого наезда не было, в тот же день автомобиль Сеутовой снова задержали — на этот раз по мотивам «подозрение в убийстве». Один из участников задержания толкнул Сеутову так, что она ударилась об угол двери автомобиля и потеряла сознание.
Самочувствие Сеутовой ухудшалось, 20 декабря её в крайне тяжёлом состоянии на скорой помощи привезли в ташкентскую больницу с диагнозом «сотрясение мозга».
В январе 1988 года в местах компактного проживания крымских татар на территории Узбекской ССР вновь прошли демонстрации против произвола властей, на митинге 3 января в Бекабаде (Ташкентская область) озвучено и требование расследовать дело Сабрие Сеутовой; при задержании применялись пожарные машины, которые поливали митингующих холодной водой. 10 января демонстрации протеста восстановились в Бекабаде, Чирчике, Янгиюле и других городах, 24 января акция состоялась в Ташкенте.
В 1989 году в ташкентском издательстве им. Гафура Гуляма выходит её сборник «Этот голубой мир», куда вошли её лучшие повести и рассказы.
В начале 1990-х Сабрие с родителями удалось вернуться в Крым. Продолжала писать, выступала с лекциями, участвовала в акциях крымских татар.
В 1996 году прошла лечение в Турции, перенесла операцию, однако выздоровление не наступило. Умерла 8 февраля 1998 года от рака мозга.
В 2019 году посмертно награждена знаком «За заслуги перед крымскотатарским народом».

## Работы
- Алем мас-мавы : икяелер ве повестьлер. — Ташкент : Эдебият ве санъат нешр., 1989. — 200 б.
- Кене келерим : икяе // Йылдыз. — 1981. — № 3. — С. 101—105.
- Къар ягъгъанда : икяе = Коли падає сніг: Оповідання / пер. В. Мордань // Къарылгъачлар дуасы = Молитва ластівок: Къырымтатар несирининъ антологиясы: XX—XXI асыр / тертип эткенлер: Къандым Ю., Мирошниченко М. — Киев : Этнос, 2006. — Экинджи китап. — С. 766—796.
- Мумкюн олсайды : икяе // Йылдыз. — 1998. — № 3. — С. 63-65.
- Япракълар текюлелер : повесть // Йылдыз.- 1985. — № 2. — С. 27-59.